# Pál Teleki
Pál Teleki von Szék, född 1 november 1879 i Budapest i Ungern, död 3 april 1941 i Budapest, var en ungersk greve, vetenskapsman och politiker. Han tjänstgjorde som premiärminister 1920–1921 och 1939–1941.
Teleki var sedan 1919 professor i geografi i Budapest. År 1920 var han Ungerns utrikesminister. Trots sin negativa hållning gentemot Nazityskland tvingades Teleki till vissa diplomatiska och militära eftergifter. När Adolf Hitler krävde ungersk assistans vid angreppet på Jugoslavien år 1941 begick Teleki självmord sedan han vägrat att tillmötesgå den tyske diktatorn. Han efterträddes av László Bárdossy.

### Webbkällor
- ”TELEKI Pál, gróf (1879–1941)” (på ungerska). Ki kicsoda?. Arkiverad från originalet den 14 juli 2013. https://www.webcitation.org/6I77lfGct?url=http://www.bibl.u-szeged.hu/bibl/mil/ww2/who/teleki.html. Läst 14 juli 2013.